# Hans Rausch
Hans Georg (Jurgen) Rausch var en tysk bildhuggare, verksam i Sverige under 1660-talet.
Rausch var bosatt i Danzig och kallades in i Magnus Gabriel De la Gardies tjänst 1662 för att utföra arbeten på Jakobsdals slott där han tillverkade ett par kyrkdörrar och ett altare. Under 1665 får han uppdraget att tillverka en altartavla för Läckö slottskyrka som är klar för leverans 1666 därefter tillverkade han även en predikstol slottskyrkan. Rausch arbetade endast med bildhuggeriarbeten och hans arbeten har troligen målats av Nicolas Valleri.